# Gastrotheca williamsoni
Gastrotheca williamsoni (tên tiếng Anh: Rana Marsupial De Williams) là một loài ếch trong họ Hemiphractidae. Chúng là loài đặc hữu của Venezuela.
Môi trường sống tự nhiên của nó là các khu rừng vùng núi ẩm nhiệt đới hoặc cận nhiệt đới. Loài này đang bị đe dọa do mất môi trường sống.